# NGC 4715
NGC 4715 ist eine Linsenförmige Galaxie mit aktivem Galaxienkern vom Hubble-Typ S0/a im Sternbild Haar der Berenike am Nordsternhimmel. Sie ist schätzungsweise 308 Millionen Lichtjahre von der Milchstraße entfernt und hat einen Durchmesser von etwa 145.000 Lichtjahren.
Im selben Himmelsareal befinden sich u. a. die Galaxien NGC 4692, NGC 4721, NGC 4728, NGC 4745.
Das Objekt wurde am 10. Mai 1863 von Heinrich d’Arrest entdeckt.